# Anne-Marie Proulx
Pour les articles homonymes, voir Proulx.
Anne-Marie Proulx, née en 1984 à Lévis, dans la région de la Chaudière-Appalaches, au Québec, est une photographe québécoise. Elle vit et travaille à Québec.

## Biographie
Anne-Marie Proulx est titulaire d'une maîtrise en histoire de l'art de l'université Concordia à Montréal, où elle a également obtenu un baccalauréat en arts visuels commencé à l'université Nova Scotia College of Art and Design (NSCAD) à Halifax en Nouvelle-Écosse.
Ses projets proposent une réflexion sur les liens de réciprocité à créer ou à entretenir avec le vivant et avec les espaces naturels qui nous entourent. Travaillant sur les relations entre les images et les mots, elle parvient à créer des univers poétiques qui s'inscrivent dans notre relation avec les territoires et avec le langage.
En 2018, Anne-Marie Proulx propose avec Les falaises se rapprochent une installation sonore et photographique qui se déploie dans l'espace de la galerie des arts visuels de l'université Laval à Québec en mettant en lumière les quatre directions cardinales et leur charge symbolique dans les cultures autochtones. Poursuivant sa recherche sur les liens que tissent les cultures québécoise et innue, elle associe aux quatre directions, quatre enregistrements sonores issus de rencontres, d'échanges avec des membres de cette communauté.
Anne-Marie Proulx publie en 2021 aux éditions Loco un livre de photographies intitulé Le Jardin d'après, aboutissement d'un projet photographique mené depuis 2015, né de cinq ans de parcours dans sa ville de Québec et dans son imaginaire du roman « Le Premier jardin » (1988) d'Anne Hébert. Dans ce livre, elle suit les parcours de la protagoniste du roman — une actrice  vieillissante de retour dans sa ville natale, en Amérique, après une carrière en Europe — en s'inspirant librement de la façon dont on peut imaginer une ville du Nouveau Monde, une ville, qui si elle n'est jamais nommée, ressemble toutefois fort à Québec, que ceux qui connaissent la ville reconnaîtront sans peine. Dans sa critique du livre, publiée dans Le Devoir, Marie-Ève Charron fait remarquer qu' « Anne-Marie Proulx partage sa lecture habitée et créative du roman de Hébert. Elle en exalte le caractère polyphonique comme sa densité psychique. »
Elle est par ailleurs codirectrice de VU, centre de diffusion et de production de la photographie à Québec.

## Expositions

### Expositions individuelles
Le travail d'Anne-Marie Proulx a fait l'objet de nombreuses expositions individuelles au Québec, parmi lesquelles on peut citer, pour les plus récentes :
- 2016 : Bassins versants, Panache art actuel, à l'Alternative, Baie-Comeau
- 2017 : 
  - Archipel, dans le cadre de l'événement Un million d'horizons, Centre culturel de Verdun, Montréal
  - Aiminanu, du 13 mai au 8 juillet 2017, YYZ Artists Outlet, Toronto[2]
  - Les Derniers glaciers, présentée dans le cadre de « De quoi l'image est-elle le nom ? », commissaire Ami Barak, dans le cadre de Momenta Biennale de l'image, Galerie Occurrence, Espace d'art et d'essai contemporains, Montréal
- 2018 : 
  - Les falaises se rapprochent, 12 avril au 20 mai 2018, Galerie des arts visuels de l'université Laval, Québec[3]
  - Le territoire I, du 28 août au 29 septembre 2018, Galerie La Castiglione, Montréal
- 2019 : 
  - Ses mains les vents, présentée dans le cadre des Rencontres de la photographie en Gaspésie, Parc de la Pointe Taylor, New Richmond
  - Maison de la littérature, dans le cadre de Manif d'art 9 – la biennale de Québec, Québec[4]
  - Les Affleurements, du 15 novembre au 20 décembre 2019, Centre d'artistes Vaste et Vague, Carleton-sur-Mer
  - Jeux de pouvoir : montrer, imposer, manœuvrer, du 18 mars au 6 avril 2019, salle d’exposition du pavillon Alphonse Desjardins, université Laval, Québec
- 2020 :  
  - Le Premier jardin, du 14 février au 17 juillet 2020, Galerie d'art Espaces F, Matane
  - Murielle, de la série Ses mains les vents, du 31 octobre au 8 novembre 2020, au kiosque virtuel de Momenta Biennale de l'image à la foire Art Toronto, Toronto
- 2021 : Les falaises se rapprochent, du 10 février au 27 juin 2021, en conversation avec Mathias Mark, présentée dans l'exposition Des horizons d'attente, au Musée d'art contemporain de Montréal.

### Expositions collectives
Les œuvres d'Anne-Marie Proulx ont également étaient présentées lors d'expositions collectives, notamment, pour les plus récentes :
- 2016 : Livre imaginé : six héroïnes littéraires, exposition collective avec Elsa Pépin, Perrine Leblanc, Philippe Drouin, Véronique Cyr, L'aire libre, Montréal.
- 2017 : Édition / Forme / Expérimentation, exposition collective, commissariat Collectif Blanc, du 10 novembre 2017 au 20 janvier 2018, Galerie Arprim, Centre d'essai en art imprimé, Montréal
- 2018 : Les Résolutions, présenté dans l'exposition Ressources Humaines, Commissaire : Virginie Jourdain, Fonds régional d'art contemporain de Lorraine, Metz, France
- 2019 : 
  - Galerie Stryx, Birmingham, Royaume-Uni
  - Xhibit Vienne, espace d'exposition de l'Académie des beaux-arts de Vienne, Autriche
- 2022 : Ciels Racines, avec Catherine Arsenault, Jacynthe Carrier, Hannah Claus, Marie-Michelle Deschamps, Caroline Gagné, Andréanne Godin, Maryse Goudreau, Natalie Jean, Dominique Pétrin, Manon Sioui, Leila Zelli, du 21 janvier au 26 février, Galerie Arprim, centre d'essai en art imprimé, Montréal[5].

Son travail a également été présenté dans plusieurs événements et expositions collectives (Rencontres de la photographie en Gaspésie, Arprim, Regart, AdMare, Fonderie Darling, Galerie UQO, Capture Photography Festival).

## Livres
- 2021 : Le Jardin d'après, Paris, éditions Loco, 192 pages  (ISBN 978-2-84314-042-6)

## Collections
Ses œuvres font partie des collections du Musée d'art contemporain de Montréal, de la collection d'Hydro-Québec et de la collection de la Ville de Montréal.

## Écrits
- 2011 : Lettre à un inconnu, texte pour l'exposition « Memorial for a Stranger » d'Andréanne Godin
- 2013 : 
  - Photographe photographiée : les rôles confondus de l'artiste, publié dans la revue Transmutations
  - Dépasser les Pèlerins, publié dans le catalogue de l’exposition Raymonde April : « La Maison où j'ai grandi » présentée au Musée du Bas-St-Laurent, Rivière-du-Loup
- 2014 : 
  - Chantiers instables, paru dans le numéro « Rénovation » no 80 (hiver 2014) de la revue ESSE (arts + opinions), p. 34-41.
  - The Replacements, texte pour l’exposition « Une chose à la place d'une autre » de Sara A. Tremblay (en anglais)
  - Instantanés, courts textes accompagnant le projet photographique « Walter & Willow » d'Ainslinn Leggett
- 2015 : 
  - An Image of You, texte pour l'exposition « L'Étendue de mes connaissances » (The Scope of my Knowledge) de Jacinthe Robillard (en anglais)
  - Raymonde April, Near You No Cold, paru dans Ciel Variable, no 101 (automne 2015), p. 84-85
  - En allées et venues, paru dans Portrait : Les territoires, publication insérée dans Le Journal de Lévis et le Journal coopératif L'Oie blanche, un projet de « Regart » et « Est-Nord-Est »
- 2016 : Poétique de l'essai critique, paru dans la publication Matrice signalétique pour la réfection de l'échangeur Turcot, d'Étienne Tremblay-Tardif
- 2018 : 
  - Le Chant des roches, paru dans la publication « Le Chant des pistes - Songlines », de Admare, centre d’artistes en art actuel
  - Traits d'union, mémoire du corps, texte accompagnant l'exposition et atelier de performance de François Morelli au Centre des arts actuels Skol, Montréal
- 2019 : L'Étreinte des temps, texte accompagnant l'œuvre d'art publique du même nom, de la Société des archives affectives (Fiona Annis, Véronique La Perrière M. et membre invitée Nadia Myre), Parc Tiohtià:ke Otsira'kéhne, Montréal